# P-ń X
P-ń X – album kompilacyjny sygnowany nazwą polskiego projektu hip-hopowego 52 Dębiec, na który złożyły się nagrania Hansa wydane pod tym szyldem, właściwej grupy Pięć Dwa, solowe Deepa oraz w duecie DXB z Bobikiem, a także występy gościnne i trzy nowe piosenki. Wydawnictwo ukazało się 21 listopada 2008 roku nakładem oficyny My Music w dystrybucji Universal Music Polska. Materiał został wydany w formie dwóch płyt CD i dodatkowej płyty DVD.

## Lista utworów
Opracowano na podstawie materiału źródłowego.
| CD 1 1. 52 Dębiec – "Najwyższa instancja 1999-2000 mix" - Najwyższa instancja (nielegal, 2000) 2. Owal/Emcedwa – "Oczy złego" (gościnnie: 52 Dębiec) - Epizod 1: Samo życie (nielegal, 2001) 3. Ascetoholix – "Grunt" (gościnnie: 52 Dębiec) - A (album, 2001) 4. Owal/Emcedwa – "Przepraszam" (gościnnie: 52 Dębiec) - Epizod II Rapnastyk (album, 2002) 5. 52 Dębiec – "5-2 I Gp" (gościnnie: Ron) - P-ń VI (album, 2003) 6. 52 Dębiec – "Konfrontacje" - P-ń VI (album, 2003) 7. 52 Dębiec – "Siła (Remix)" - P-ń VI (album, 2003) 8. 52 Dębiec – "Dębiec, Dębiec" - P-ń VI (album, 2003) 9. 52 Dębiec – "To my!" (gościnnie: Ascetoholix) - P-ń VI (album, 2003) 10. 52 Dębiec – "Pies" - P-ń VI (album, 2003) 11. Liber – "Puls" (gościnnie: Kris, 52 Dębiec, Born, Agata) - Bógmacher (album, 2004) 12. 52 Dębiec – "Powiem" - Rap eskadra (składanka, 2004) 13. Deep – "Idź" - We mnie (nielegal, 2004) 14. 52 Dębiec – "Boo" - Rap eskadra (składanka, 2004) 15. Sekcja V – "Rap nie umarł" (feat. 52 Dębiec) - Eksperymenty dźwięku (album, 2004) 16. Memento – "Cuma" (gościnnie: 52 Dębiec) - Rap eskadra 3 (składanka, 2005) 17. 52 Dębiec – "Kryszmas Alkoholis" (gościnnie: Alkoholiks) - wcześniej niepublikowany |  | CD 2 1. Greenjolly, Ascetoholix, Duże Pe, Mezo, Owal/Emcedwa, 52 Dębiec – "Jest nas wielu" - Jest nas wielu (składanka, 2005) 2. Doniu – "To za czym gonisz" (gościnnie: Deep, Bobik) - Czas surferów (ścieżka dźwiękowa, 2005) 3. Doniu – "Uciekaj" (gościnnie: 52 Dębiec) - Monologimuzyka (album, 2004) 4. Cisza & Spokój – "Nie słyszą mnie" (gościnnie: Hans, Mista Pita) - Cisza & Spokój (album, 2006) 5. Wiśnix – "Kac" (gościnnie: Tehac Wudu, 52 Dębiec) - Bez cięcia (album, 2006) 6. Deep, Bobik – "Refleksje" - Refleksje (album, 2005) 7. Deep, Bobik – "Biznes" - Refleksje (album, 2005) 8. Deep, Bobik – "Jesteś ze mną" - Refleksje (album, 2005) 9. 52 Dębiec – "Gniew" - Deep Hans (nielegal, 2008) 10. 52 Dębiec – "Punkt wyjścia" - Deep Hans (nielegal, 2008) 11. 52 Dębiec – "Być" - Deep Hans (nielegal, 2008) 12. 52 Dębiec – "Kiedy ja" - Deep Hans (nielegal, 2008) 13. 52 Dębiec – "Koniec fantazji" - Deep Hans (nielegal, 2008) 14. 52 Dębiec – "Konglomerat" - Deep Hans (nielegal, 2008) 15. 52 Dębiec – "Rise Up!" (gościnnie: The Old Cinema) - nowa piosenka 16. 52 Dębiec – "Ugly Car" (gościnnie: Chupa) - nowa piosenka 17. 52 Dębiec – "Apetyt (drut dwa)" - nowa piosenka |

| DVD Teledyski |
| --- |
| 1. Ascetoholix – "Grunt" (gościnnie: 52 Dębiec) (realizacja: Tomasz Zetti Zasowski) 2. 52 Dębiec – "5-2 I Gp" (gościnnie: Ron) (realizacja: Punkt Zero) 3. 52 Dębiec – "Konfrontacje" (realizacja: Ryba Film) 4. 52 Dębiec – "To my!" (gościnnie: Ascetoholix) (realizacja: Stanisław Mąderek) 5. 52 Dębiec – "Pies" (realizacja: Mikołaj Kubicz) 6. 52 Dębiec – "Zawodnik(t)" (realizacja: Punkt Zero) 7. 52 Dębiec – "Powiem" (realizacja: Stanisław Mąderek) 8. 52 Dębiec – "Kryszmas Alkoholis" (gościnnie: Alkoholiks) (realizacja: Punkt Zero) 9. Greenjolly, Ascetoholix, Duże Pe, Mezo, Owal/Emcedwa, 52 Dębiec – "Jest nas wielu" (realizacja: Tomasz Jarosz) 10. Deep, Bobik – "Nieśmiertelny" (realizacja: Punkt Zero) 11. Deep, Bobik – "Jesteś ze mną" (realizacja: Ryba Film) 12. Doniu – "Uciekaj" (gościnnie: 52 Dębiec) (realizacja: Tomasz Jarosz) 13. 52 Dębiec – "Matnia" (realizacja: Tomasz Jarosz) 14. 52 Dębiec – "Gniew" (realizacja: Final Art) |